# イワレンゲ
イワレンゲ（岩蓮華、学名：Orostachys malacophylla var. iwarenge）は、ベンケイソウ科イワレンゲ属の多年草。開花すれば枯死する一稔性植物で、花後に葉腋から腋芽や走出枝をだして繁殖する。ゲンカイイワレンゲ - O. malacophylla var. malacophylla を分類上の基本種とする変種。

## 特徴
一稔性植物で、地下に根茎はない。根出葉はロゼット状に開き、ロゼットの径は5-10cmになる。同種内の変種のアオノイワレンゲ O. m. var. aggregeata に似るが、地上部は粉白をおびて白緑色になる。葉身は多肉で扁平、倒披針形になり、長さ4-6cm、幅2-2.5cm、先端は鈍頭から円頭で、多数の葉が重なったロゼットの様子はハスの花に似る。同属のツメレンゲ O. japonica の葉先にある短針状突起はない。
花期は9-11月。ロゼットの中央の軸部分が高さ10-20cmの円錐状の花茎になり、多数の花を密につける。花序には葉状の苞がつき、花柄の基部に2個の細い小苞がある。萼裂片は薄緑色をし、5個あって基部で合生し、狭卵形で、先は鈍頭から円頭になる。花弁は白色をし、5個で斜めに開き、長さは萼片の2倍で6-8mm、狭倒披針形で先は円頭から鋭頭。雄蕊は2輪で10個あり、花糸は花弁よりやや長く、葯は黄色で紅色にはならない。雌蕊は5個でほぼ離生して直立し、花柱は短く、基部は柄状になる。雌蕊の背面に蜜腺があり、長円形で長さ0.7mm、淡黄色になる。果実は5個の袋果で長楕円形になり、両端はとがる。

## 分布と生育環境
日本固有変種。本州の関東地方以西、九州に分布し、海岸の岩上や屋根上などに生育する。乾燥に強いので、民家の茅葺屋根や瓦葺屋根の上のような土壌が少ない環境でも生育するが、最近ではほとんど見かけなくなった。
古くから観葉植物として栽培され、明治時代には多くの園芸品種がつくられた。

## 名前の由来
和名イワレンゲは、「岩蓮華」の意で、「岩」は岩場に生えていることから、「蓮華」は葉が重なっている様子をハスの花、蓮華にたとえたもの。
種小名（種形容語）malacophylla は、「やわらかな葉の」の意味、変種名 iwarenge は、和名「イワレンゲ」から.。

## ギャラリー

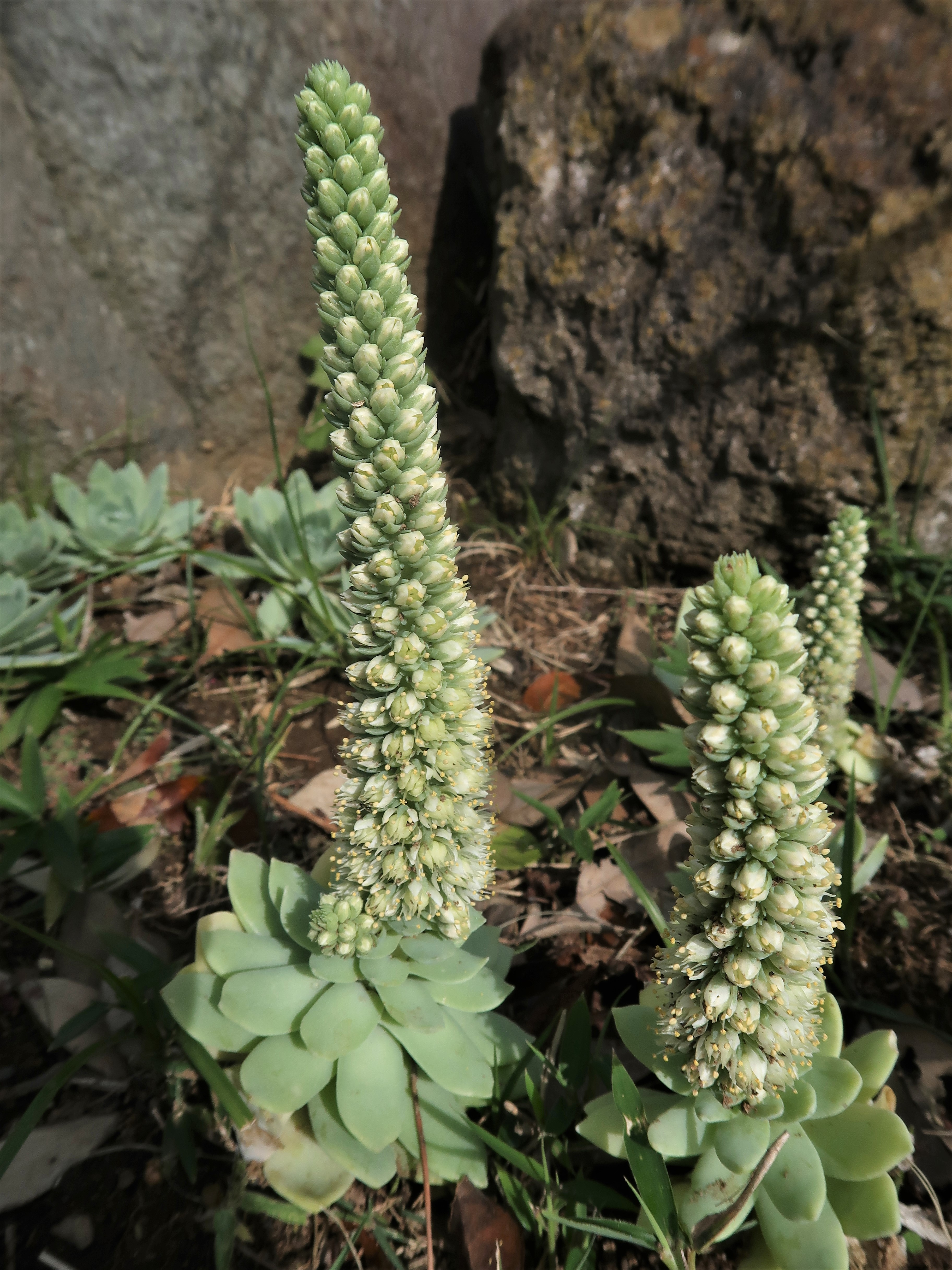
ロゼットの中央の軸部分が円錐状の花茎になり、花序の下方から咲きだす。
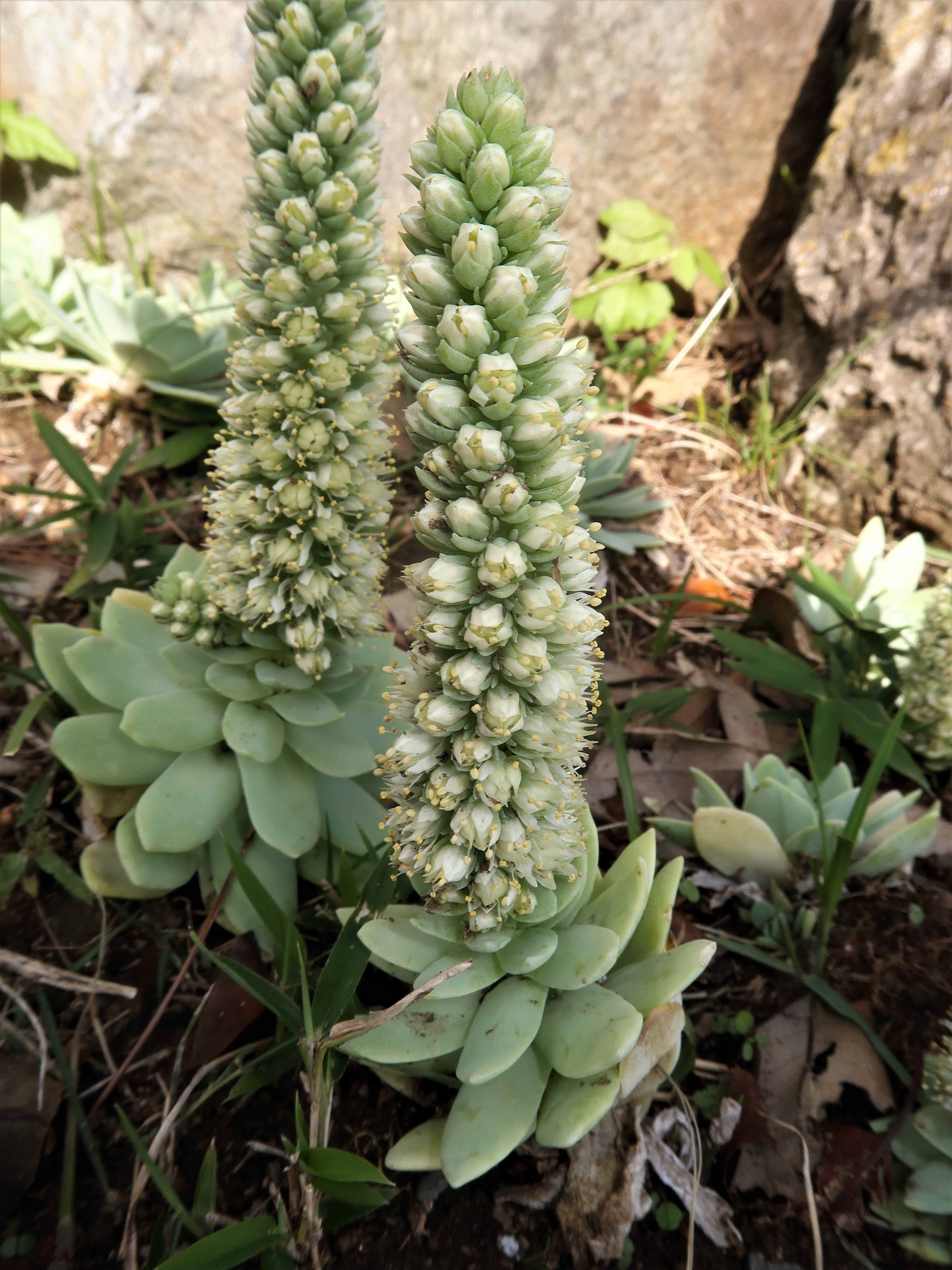
葯は黄色になる。
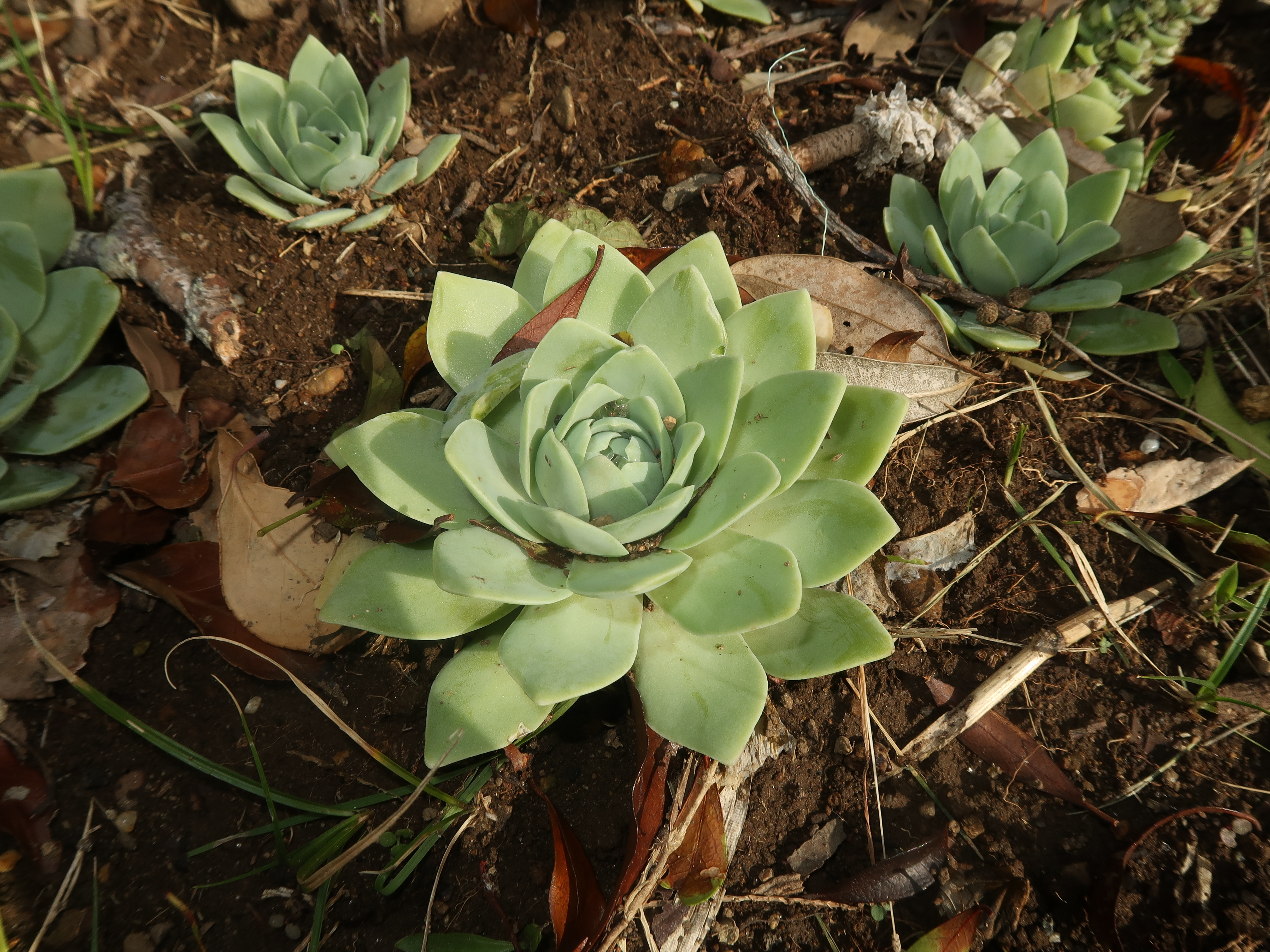
ロゼットの状態で冬を越す。
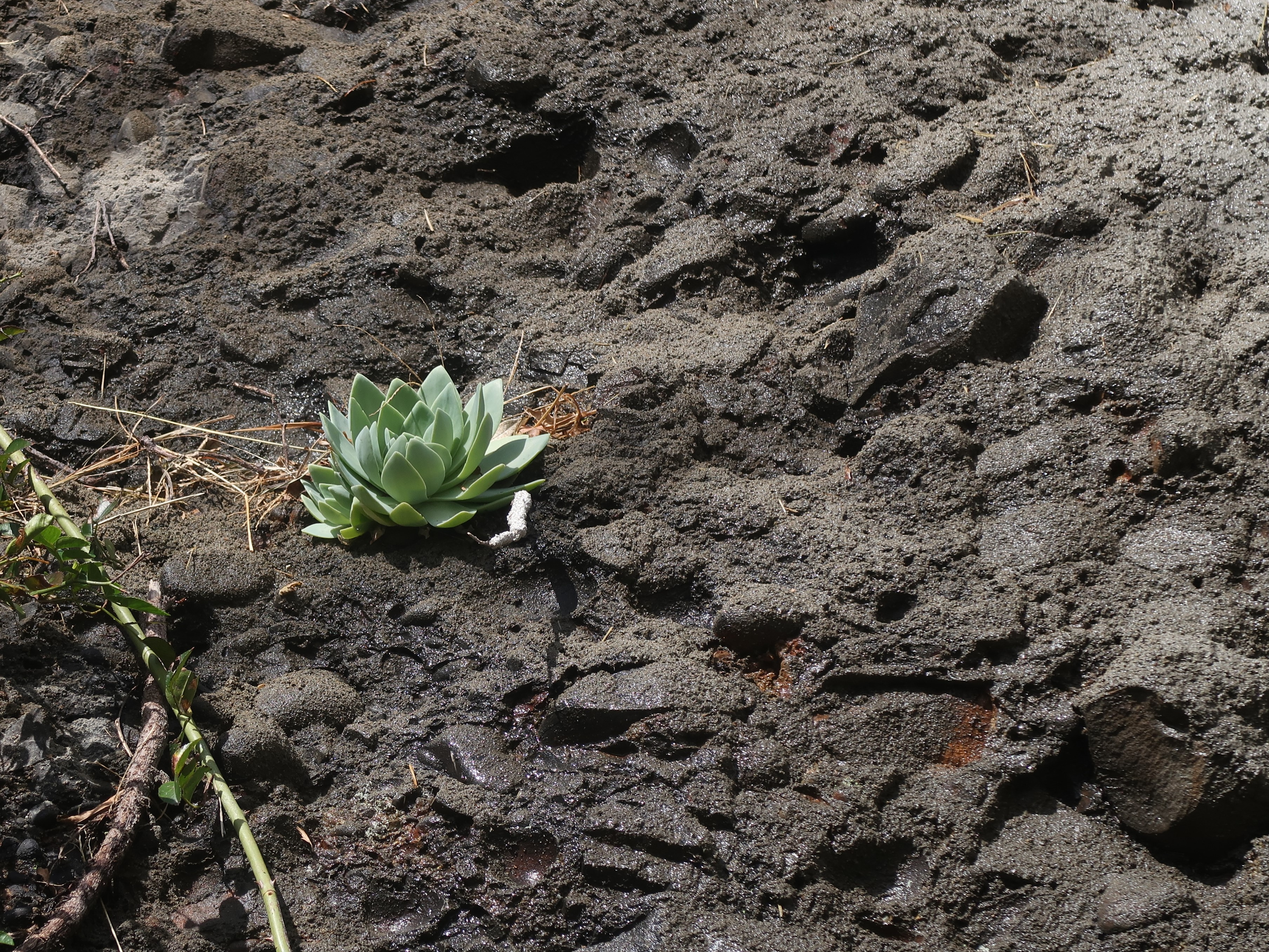
崖の礫層に生えるロゼット。

## 種の保全状況評価
絶滅危惧II類 (VU)（環境省レッドリスト）
2017年、環境省。2000年レッドデータブックまでは、絶滅危惧IB類(EN)。
- 茨城県ひたちなか市指定天然記念物（1968年指定）[9]。